# Sclerocyphon fuscus
Sclerocyphon fuscus is een keversoort uit de familie keikevers (Psephenidae). De wetenschappelijke naam van de soort werd in 1965 gepubliceerd door Bertrand & Watts.